# 磯長村
磯長村（しながむら）は、大阪府南河内郡にあった村。現在の太子町大字太子・葉室・春日にあたる。

## 地理
- 峠：穴虫峠
- 河川：梅川、太井川

## 歴史
- 1889年（明治22年）4月1日 - 町村制の施行により、石川郡太子村・葉室村・春日村の区域をもって発足。
- 1896年（明治29年）4月1日 - 所属郡が南河内郡に変更。
- 1935年（昭和10年）6月30日 - 集中豪雨により梅川の堤防が決壊[1]。
- 1956年（昭和31年）9月30日 - 山田村と合併して太子町が発足。同日磯長村廃止。

## 交通

### 道路
- 国道166号（竹内街道）

## 名所・旧跡・観光スポット・祭事・催事
- 一須賀古墳群
- 叡福寺
- 春日向山古墳
- 西方院
- 磯長谷古墳群
- 妙見寺